# 유럽 고속도로 651호선
유럽 고속도로 651호선(European route E651)은 오스트리아의 알텐마르크 임폰가우와 리젠을 서로 이어주는 총 연장 73 km인 유럽 고속도로 노선망으로, 해당 도로는 B클래스급 간선도로이다.

## 주요 경유지
- 오스트리아
  - 알텐마르크 임폰가우(영어판)
  - 리젠(영어판) : E57